# فیله (فضاپیما)
فیله (با تلفظ ‎/ˈfaɪliː/‎ یا ‎/ˈfiːleɪ/‎) ربات کاوشگر آژانس فضایی اروپا است که همراه فضاپیما رزتا ۱۲ نوامبر ۲۰۱۴ بر سطح دنباله‌دار ۶۷ پی/چوریوموف-گراسیمنکو فرود آمد.
کاوشگر فیله ساعت ۹:۳۵ دقیقه روز چهارشنبه ۱۲ نوامبر به وقت اروپای مرکزی برای فرود بر سطح دنباله‌دار از حامل خود فضاپیمای رزتا در فضا رها شد، و پس از هفت ساعت کاهش ارتفاع سرانجام بر روی دنباله‌دار ۶۷پی فرود آمد. فرودش بر دنباله‌دار در حدود ساعت ۱۶:۰۵ گرینویچ تأیید شد. فیله موفق شد به مدت ۶۰ ساعت بر روی این جرم فضایی به پژوهش و نمونه‌برداری و ارسال داده بپردازد تا این‌که باتری آن تمام شد. فرود فیله بر روی جرم فضایی با مشکلاتی روبه‌رو شد به‌طوری‌که چنگک‌های اتصال آن به سطح دنباله‌دار عمل نکرده و باعث شدند که این کاوشگر دو بار از جای خود کنده شده و در یک شکاف فرود بیاید که این امر باعث نرسیدن نور کافی از خورشید به صفحات سلول خورشیدی آن شد. فیله در ۱۴ ژوئن ۲۰۱۵ (۲۴ خرداد ۱۳۹۴) با نزدیکتر شدن دنباله‌دار به خورشید و افزایش ساعت‌های نورگیری، دوباره به کار افتاد. اما در تاریخ ۹ ژوئیه ۲۰۱۵ (۱۸ تیر ۱۳۹۴) بار دیگر تماس با کاوشگر فیله قطع شد.
داده‌ها نشان داد که واحد فرود به نام فیله حدود ۴ سانتیمتر در خاک سطح دنباله‌دار فرورفته که نشانگر نرم بودن لایه سطحی این جرم آسمانی است. اما به فاصله کوتاهی بعد از آن مهندسان متوجه شدند که زوبین‌های طراحی شده برای محکم کردن فیله روی سطح دنباله‌دار به درستی عمل نکرده‌است. محل فرود فیله محوطه‌ای به ابعاد ۹۰۰ در ۶۰۰ متر است و این کاوشگر که حدود یکصد کیلوگرم وزن دارد حامل وسایل آزمایشگاهی برای اولین بررسی نزدیک سطح یک دنباله‌دار است.
اما با وجود موفقیت در فرود محل دقیق استقرار فیله بر سطح دنباله‌دار ۶۷ پی مشخص نیست. به ویژه اینکه پس از نخستین تماس دست کم دو بار از جای خود بلند شده و دوباره فرود آمده‌است. پس از فرود ارتباط فیله با فضاپیمای رزتا و زمین قطع شد. اما پس از مدتی نخستین تصاویر خود را به زمین ارسال کرد. سپس به علت قرار گرفتن در سایهٔ احتمالاً یک صخره، مشکل تضعیف باتری‌های خورشیدی پیش آمد. دانشمندان با تغییر موقعیت کاوشگر، موقتاً موفق به حل این مسئله شدند اما مشکل همچنان باقی ماند.
فیله در شبانه‌روز نیاز به حداقل ۷ ساعت نور خورشید داشت ولی به علت استقرار در سایه، فقط یک ساعت و نیم در معرض نور قرار می‌گرفت. همین مسئله باعث توقف کارکردهای کاوشگر و به خواب رفتن آن بعد از ۵۷ ساعت در جمعه شب ۲۳ آبان شد. اما قبل از آن موفق به تشخیص مولکول‌های آلی حاوی کربن در جو چوری شد که از جهت کشف اسرار پیدایش حیات در کرهٔ زمین حائز اهمیت است. دانشمندان آلمانی در حال تجزیه و تحلیل یافته‌های فیله در این مورد هستند. فعالیت مجدد کاوشگر احتمالاً تا قبل از فصل بهار سال ۲۰۱۵ و با شارژ مجدد توسط پنل‌های باتری خورشیدی شروع خواهد شد.
عمر چوری ۴ میلیارد سال برآورد می‌شود. فاصله‌اش با زمین در زمان فرود کاوشگر، قریب ۵۰۰ میلیون کیلومتر بوده‌است؛ از این رو حدود نیم ساعت زمان می‌برد تا امواج رادیویی طول این مسیر را طی کند. این دنباله‌دار به زودی داغ خواهد شد و مقادیر عظیمی گاز و غبار از خود بیرون خواهد ریخت.
آندرا آکاماتزو می‌گوید: «دنباله‌دار به خورشید نزدیک می‌شود و به خوبی می‌دانیم که فعال خواهد شد. زمانی خواهد رسید که دیگر نمی‌توانیم در مدار دنباله‌دار بمانیم. دقیقاً نمی‌دانیم این زمان کِی است، شاید ژانویهٔ سال آینده، شاید فوریه، شاید مارس، هنوز نمی‌دانیم.»
ماریو سالاتی در این‌باره می‌گوید: «کاوشگر فیله در رأس دنباله‌دار قرار دارد و همان‌جا هم خواهد ماند. البته دنباله‌دار به خورشید نزدیک می‌شود و شاید باتری ثانویهٔ فیله پر شود و کاوشگر دوباره به کار بیفتد»
سرانجام پس از گمانه‌زنی‌های بسیار، در دوم سپتامبر ۲۰۱۶ کاوشگر رزتا کشف کرد که فیله به دلیل گیر افتادن در سایه یک شکاف عمیق از دنباله‌دار ۶۷ پی/چوریوموف-گراسیمنکو و از دست‌دادن امکان شارژ سلول‌های خورشیدی به خواب زمستانی رفته‌است. روزتا همچنین تصاویری از مکان گیر افتادن فیله به زمین مخابره کرد که در آنها، موقعیت مکانی فیله به وضوح مشخص بود

## هزینه
پروژه پرتاب کاوشگر روزتا یکی از پیچیده‌ترین و دشوارترین طرح‌های فضایی تاریخ است که ۱٫۴ میلیارد دلار هزینه داشته‌است. این پروژه از سال ۱۹۹۴ آغاز شد و در ماه مارس سال ۲۰۰۴ سفینه روزتا و کاوشگر فیله به فضا پرتاب شدند.

## برقراری و قطع تماس دوباره
فیله در ۱۴ ژوئن ۲۰۱۵ (۲۴ خرداد ۱۳۹۴) با نزدیکتر شدن دنباله‌دار به خورشید و افزایش ساعت‌های نورگیری، دوباره به کار افتاد. فیله بکار افتادن دوباره خود را در توییتر با این پیغام اعلام کرد: "سلام زمین، صدای من را می‌شنوی؟" روزتا هم با توئیتی پاسخ داد: "یک خبر فوق‌العاده، کاوشگر من، فیله بیدار شده‌است."
در تاریخ ۹ ژوئیه ۲۰۱۵ (۱۸ تیر ۱۳۹۴) بار دیگر تماس با کاوشگر فیله بار دیگر قطع شد. این قطع تماس احتمالاً به دلیل گازهای متصاعد شده از سطح دنباله‌دار و جابجایی دوباره کاوشگر باشد که مانع از تابش نور آفتاب بر صفحات خورشیدی و مسدود شدن آنتن‌های فیله شده باشد به‌طوری‌که یکی از فرستنده‌های آن از کار افتاده باشد.
فیله پیش از اینکه از کار بیفتد تصاویر و اطلاعات مربوط به محل فرود خود را مخابره کرده بود اما محل فرود آن برای دانشمندان نامعلوم باقی ماند. در تاریخ ۵ سپتامبر ۲۰۱۶ (۱۵ شهریور ۱۳۹۵) با تصاویر جدیدی که روزتا مخابره کرد این حدس دانشمند را تأیید شد که فیله زیر بر آمدگی یک صخره قرار گرفته‌است. آن‌ها گفتند که اینکه امیدی به بازیافت کاوشگر فیله وجود ندارد و برخی از دستگاه‌های آن در سرما از کار افتاده‌اند و اینکه محل دقیق آن مشخص شده به دانشمندان در تجزیه و تحلیل بهتر اطلاعاتی که این کاوشگر ارسال کرده کمک می‌کند. دانشمندان قصد دارند با سقوط مدارگرد روی سطح دنباله‌دار به مأموریت روزتا پایان دهند.

## برترین دستاورد علمی ۲۰۱۴ از نگاه مجله ساینس
فرود نرم این کاوشگر بر روی دنباله‌دار ۶۷ پی به عنوان برترین دستاورد علمی ۲۰۱۴ از سوی مجله ساینس برگزیده شد. نمایندگان مجله ساینس در بیانیه‌ای اعلام کردند:
اگرچه فرود کاوشگر سخت‌تر از انتظارات پیشین بود و فیله در جایی دورتر از هدفش فرود آمد، در هر صورت این نخستین فرود نرم بر روی یک دنباله‌دار به‌شمار می‌رود. داده‌های این دو کاوشگر فضایی تا به این لحظه درک بهتری از شکل‌گیری و تکامل چنین دنباله‌دارهایی ارائه کرده‌است.